# إنجيل آدم
إنجيل آدم رواية مصرية للكاتب محمد علاء الدين
نالت الرواية الكثير من التقدير من جانب القراء والكُتاب—لا سيما الكاتبين الكبيرين بهاء طاهر وصنع الله إبراهيم وعبد الوهاب الاسواني—والنقاد، ونالت نجاحًا تجاريا حيث نفدت طبعتها الأولى من الأسواق، واعتبرت من أكثر الكتب مبيعًا في سنة إصدارها حسب جريدة أخبار الأدب. أعتبرها البعض نقلة في السرد المصري المعاصر كما ذهب الكاتب إبراهيم فرغلي في جريدة النهار (لبنان) اللبنانية.
وفي كتابه «الرواية العربية ورهان التجديد» الصادر عن مجلة دبي الثقافية في مايو 2011 وضعها الناقد والكاتب المغربي الكبير محمد برادة من بين الروايات التي احدثت تجديدًا في الرواية العربية.
- تفتح كلمة «لو» عمل الشيطان، وهي في الكتابة الأدبية تفتح الأبواب لشياطين الخيال وافتراضات المصائر المفتوحة على اتساع الحياة. أو على الأقل هذا ما يثبته الكاتب محمد علاء الدين بما أطلقه منها بلا رادع في «إنجيل آدم». «الجحيم غرف من المرايا»؛ جملة للشاعر «خالد بكر» اختبرها محمد علاء الدين في روايته هذه بامتياز. كل الشخصيات التي يقدمها النص هي شخصيات مستوحاة من ذهن الراوي نفسه، أي أنه يستبدل ذاته بذوات أخرى، في اختبار مختلف للفردية التي أصبحت سمة النص الحداثي عموما والشخصية المعاصرة معا.

يبدأ العمل من «عين الشمس التي تنظر نظرة ثاقبة إلى الشارع، تنهمر سياطها على رؤوس المارة وظهورهم»، وبينهم الراوي المتسكع في ميدان التحرير في وسط القاهرة يراقب فتاة ذات صدر بارز ومؤخرة بلدية لينة، وهو يتخيل ما يمكن أن تكونه. تبدأ جحيم الاحتمالات بجملة فارقة: «لو كنت شخصا آخر لفهمت الإشارة»، ثم تكون بعدها كل الاحتمالات واردة، من شخصية راوٍ نكاد لا نعرف شيئا عنه، وبدلا من أن يكشف عن نفسه إذ به يراوغنا متلبساً شخصيات عدة ندخل بها إلى متواليات لا منتهية من المصائر التي تمثل ما يمكن أن تكون عليه شخصية الراوي الشاب أو تلك الفتاة.
من شاب لا يملك نقودا، أو يملك النقود وبالتالي المكان الذي يهيئ فرصة مناسبة لمضاجعة الفتاة، بافتراض أنها عاهرة، ومن مكان متخيل، يتوهم الراوي نفسه فنانا بوهيميا قاسيا، قبل أن يستسلم لافتراض أنه فنان تشكيلي مرهف الحس. ومع كل شخصية يختلف سيناريو الحب مع الفتاة، وتستمر التخيلات والافتراضات تتدافع بعضها خلف البعض الآخر، على امتداد العمل المكتوب بنفس واحد من اوله إلى آخره.
تختلف الشخصيات، وكذلك تركيبتها النفسية والاجتماعية، من ابن مدلل لتاجر غني، إلى ميكانيكي سيارات أصلع بشع، أو من ضابط شرطة متحذلق إلى وزير داخلية إلى ابن الوزير، ثم إلى قاتل تنفتح أمامه احتمالات الوسيلة التي سيستخدمها أيضا إلى حدودها القصوى، وغيرها من المتواليات. في حين أن الفتاة تتقمص شخصيات عدة بشكل يشعر القارئ أنه دخل دائرة يدور فيها حول نفسه، ومن حوله تدور كل هذه الشخصيات أو الافتراضات.
كتابة افتراضية أو احتمالية بقدر ما تعكس نقلة نوعية وتجريبية في النص السردي المعاصر في مصر، لكنها أيضا تبدو كأنها تقدم نقدا لأوضاع اجتماعية عدة وترصد المتناقضات والتشوش الذي يمر به المجتمع وحالة السيولة التي تجعل كل الافتراضات واردة بلا يقين حقيقي من أي نوع. كما تؤكد الطابع المادي للشخصية المصرية المعاصرة، والتشوهات التي لحقت بها، لكن هذا كله يتم بأعلى درجة من الفنية، بلا مباشرة وبدون استخدام الكليشيهات.
يتأكد هذا في النصف الثاني من النص الذي يبتعد تدريجيا عن الشخصيات النمطية، مختبرا أنماطا من المثليين والسحاقيات، وصولاً إلى شبهة عشق المحارم، لتبدأ مرحلة من الأسئلة الوجودية تطرحها الشخصيات، قبل أن تتغير نبرتها متخذةً بعدا تاريخيا يبدأ من أمنية تلح على ذهن الراوي بين آن وآخر في أن يصبح راهبا يعود إلى زمن الأنبياء، ويناقش أفكارا عن الخطيئة ودور العقل والرسالة والوحي، ومعنى التضحية والموت، بما فيها تقمص شخصية الميت، وهو ما ينتقل إلى اللغة نفسها التي تصبح أكثر فصاحة وبلاغة وتنتمي إلى النصوص التاريخية المقدسة، إلى أن يسلّمنا الراوي إلى صوت الإنسان الأول، لكنه يختلط بتصوراته عن نفسه مع قدرات لا نعرفها إلا لمن يمتلك صفة الخلق.
يطرح النص أسئلة عن الإمكانات المتاحة للكاتب، وتبدو للوهلة الأولى كأنها مساحة مطلقة للحرية والتعبير عن الذات والهواجس، لكنه سرعان ما يكتشف تبدد هذا الوهم أمام الاحتمالات المفتوحة لتقدم النص، والخضوع لقوانين الفن التي يمكن تكسيرها لكن بعد إيجادها وتمثلها، لأنه لا يمكن هدم ما هو غير متحقق أو موجود.
تنتهي المتاهة الافتراضية أخيرا بعودة الراوي إلى وضعه الأول في ميدان التحرير، رافضا كل هذه الشخصيات، مؤكدا أنه يرغب في أن لا يكون سوى نفسه، وأن لا تكون الفتاة إلا ما هي عليه.
انتصار نهائي آخر للفردية كحلّ للتشوه الروحي، لكنه تأكيد يختار لنفسه صورة تتناقض مع النص التسعيني الذي انكفأ على ذاته ودواخله، من دون أن يعبأ بالآخر، مؤكدا فرديته ورفضه كل مشروع أو مضمون جماعي، تثبيتاً لرفضه ما أصاب المجتمع من تشوه، وما أصاب النص السابق له في الوقت نفسه.
أما الفردية في نص محمد علاء الدين فتأتي نتيجة اختبارات متوالية للذات في صور الآخر. كأنها محاولة تفكيكية تبدأ من الجزء لتصل إلى الكل، لكنها في النهاية تحقق هويتها من فرديتها أيضا، منطلقة من أرض أخرى، أرض اللايقين والتشظي بحثا عن إنجيلها الضائع، «إنجيل آدم».

## وصلات خارجية
- من ندوة إنجيل آدم باتيلييه القاهرة--يوتيوب
- حوار جريدة أخبار الأدب مع محمد علاء الدين
- الكاتب سمير الفيل يكتب عن ندوة اتيلييه القاهرة عن إنجيل آدم
- آراء القراء حول رواية إنجيل آدم على موقع أبجد